# Alois M. Schader
Alois M. Schader (* 16. Juli 1928) ist ein deutscher Bauingenieur und Stifter.

## Leben
Alois M. Schader hat an der TH Darmstadt Bauingenieurwesen studiert. Er war von 1953 bis 1993 freiberuflich als beratender Bauingenieur tätig. Im Zuge der Wohnungsnot in den Nachkriegsjahren beriet Schader insbesondere gemeinnützige Wohnungsbaugesellschaften in Bezug auf den sozialen Wohnungsbau. Als Leiter interdisziplinärer Planungsteams erzielte er für seine Auftraggeber erhebliche Kosteneinsparungen bei deren Großprojekten. Bereits Anfang der 1980er Jahre konnte Schader systematische Mängel in den von ihm betreuten Wohnungsbauprogrammen feststellen. Der Bedarf nach neuen Haushaltsformen und die Tendenz zu kleineren Haushalten wurden zwar von den Gesellschaftswissenschaften wahrgenommen, nicht aber von den für die Wohnungsbauprogramme verantwortlichen Stellen. Schader entschloss sich zur Gründung einer gemeinnützigen Stiftung, die Gesellschaftswissenschaftler und Praktiker zusammenführen sollte. Die Idee mündete 1988 in der Gründung der Schader-Stiftung. Er hat der Stiftung sein privates Vermögen übertragen.
Förderschwerpunkt der Stiftung sind die Auswirkungen des gesellschaftlichen Wandels auf das Leben in urbanen Gesellschaften. Der Stiftungszweck wird insbesondere verwirklicht durch die zweckgerichtete, gemeinnützige Nutzung des Schader-Forums in Darmstadt mit Veranstaltungen, Konferenzen, Tagungen und Ausstellungen. Mit dem Schader-Preis zeichnet die Schader-Stiftung seit 1993 Gesellschaftswissenschaftler aus, die aufgrund ihrer wissenschaftlichen Arbeit und durch ihr Engagement mit der Praxis einen Beitrag zur Lösung aktueller gesellschaftlicher Probleme geleistet haben.

## Ehrungen
- 15. Juni 2013 Leibniz-Medaille der Berlin-Brandenburgischen Akademie der Wissenschaften[1]
- 21. September 2015 Johann-Heinrich-Merck-Ehrung der Wissenschaftsstadt Darmstadt[2]
- 16. Juli 2019 Ehrensenator der TU Darmstadt[3]
- 2021 Bundesverdienstkreuz am Bande